# Kieffer Moore
Kieffer Roberto Francisco Moore (Torquay, 1992. augusztus 8. –) angol születésű walesi válogatott labdarúgó, a Wrexham játékosa.

## Pályafutása

### Klubcsapatokban
A Torquay United korosztályos csapataiban nevelkedett. 2012 júliusában próbajátékon vett részt a Truro City csapatánál, majd szerződtették. Augusztus 18-án mutatkozott be a Billericay Town ellen. Egy héttel később a Salisbury City ellen első gólját is megszerezte. 2013 elején a Dorchester Town csapata igazolt le. Február 12-én mutatkozott be a Bath City ellen. A következő mérkőzésen az első bajnoki gólját szerezte meg a Basingstoke Town ellen 2–1-re elvesztett találkozón. 2013 májusában a Charlton Athletic szerette volna leigazolni, de sikertelenül.
2013 júliusában csatlakozott a Yeovil Townhoz. 2015. augusztus 3-án a norvég Viking csapatához írt alá egy évre. Miután lejárt a szerződése próbajátékon vett részt az Exeter City és a Leyton Orient csapatainál. 2016. január 18-án egy évre a Forest Green Rovers csapatába igazolt. 2016. november 17-én kölcsönbe visszatért a nevelő klubjához a Torquay Unitedhez.
2017. január 14-én az Ipswich Town 18 hónapra szerződtette. Július 10-én a szezon végéig kölcsönbe került a Rotherham United klubjához. 2018. január 8-án 2021-ig aláírt a Barnsley csapatához. 2019. augusztus 5-én három évre aláírt a Wigan Athletic-hez. A következő szezont már a Cardiff City játékosaként kezdte meg. 2022. január 31-én átigazolt a Bournemouth csapatához. Február 9-én lábtörést szenvedett a Birmingham City ellen. A 2021–22-es szezon végén feljutottak az élvonalba. 2022. augusztus 6-án góllal debütált a Premier League-ben az Aston Villa ellen. 2024. február 1-jén kölcsönben visszatért az Ipswich Town csapatához a 2023–24-es szezon végéig. A szezon végén feljutottak a a Premier League-be.
Július 15-én hároméves szerződést kötött a Sheffield United csapatával. 2025. augusztus 5-én jelentette be a Wrexham, hogy hároméves szerződést kötött vele.

### A válogatottban
Származása révén Angliát, Olaszországot és Walest is képviselhette volna, valamint a Kínai labdarúgó-szövetség sikertelenül próbálta meg honosítani anyai dédapján keresztül. 2019 májusában a walesi felnőttek közé is meghívták. Szeptember 9-én Fehéroroszország elleni barátságos mérkőzésen mutatkozott be, majd a következő mérkőzésén Szlovákia ellen az első gólját is megszerezte. A 2020-as labdarúgó-Európa-bajnokságon és a 2022-es labdarúgó-világbajnokságon is részt vett.